# Lamagistère
Lamagistère is een gemeente in het Franse departement Tarn-et-Garonne (regio Occitanie) en telt 1187 inwoners (1999). De plaats maakt deel uit van het arrondissement Castelsarrasin.

## Geografie
De oppervlakte van Lamagistère bedraagt 9,1 km², de bevolkingsdichtheid is 130,4 inwoners per km².

## Verkeer en vervoer
In de gemeente ligt spoorwegstation Lamagistère.
De onderstaande kaart toont de ligging van Lamagistère met de belangrijkste infrastructuur en aangrenzende gemeenten.

## Demografie
Onderstaande figuur toont het verloop van het inwonertal (bron: INSEE-tellingen).